# Топи (Пакистан)
Топи (англ. Topi)  — город в пакистанской провинции Хайбер-Пахтунхва, расположен в округе Сваби.

## Географическое положение
Высота центра НП составляет 335 метров над уровнем моря.

## Демография
Население города по годам:
| 1998   | 2010   |
| ------ | ------ |
| 30 144 | 31 455 |